# Joseph Hellmesberger senior

Joseph Hellmesberger sen., Lithographie von Adolf Dauthage, 1858

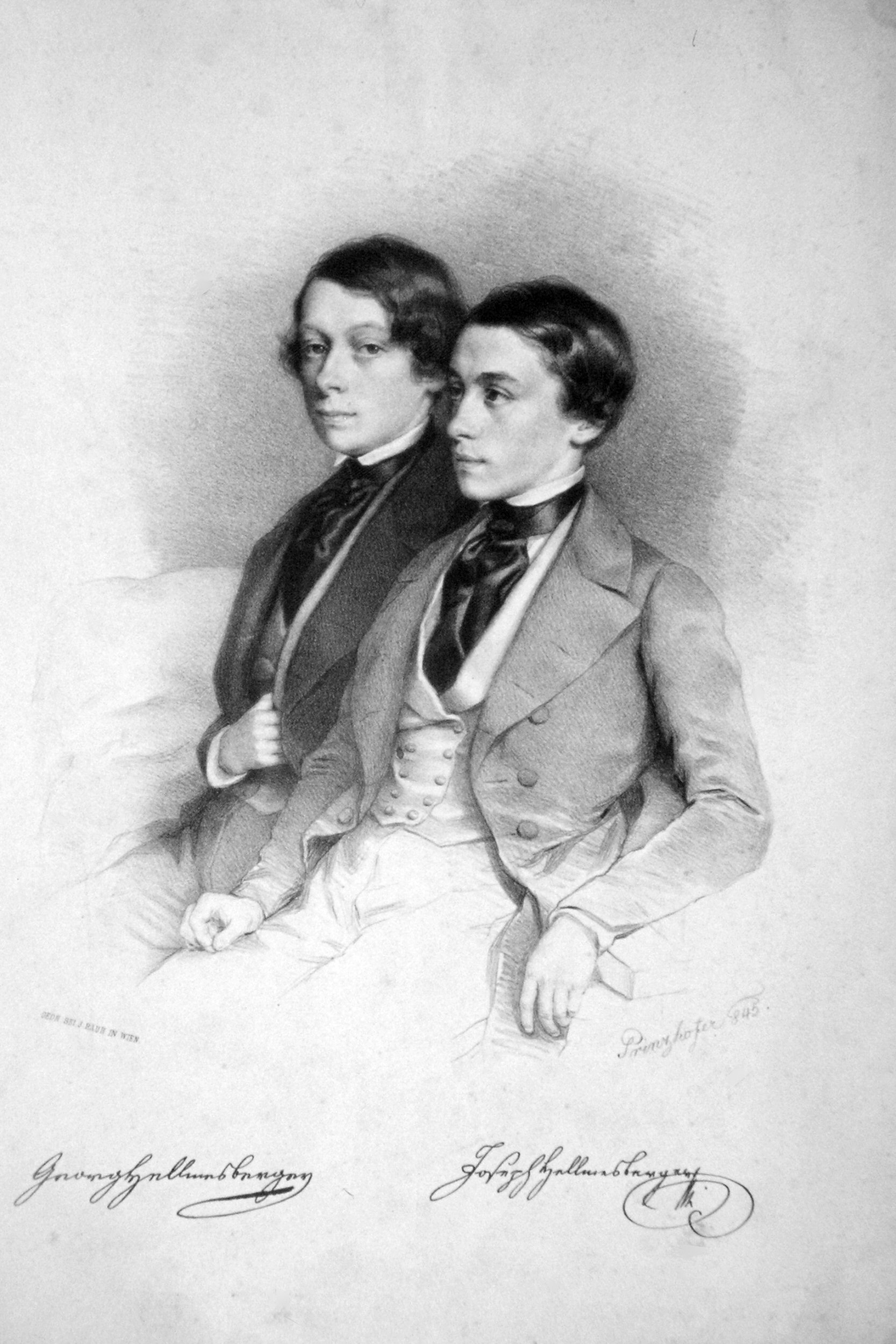
Die Brüder Georg und Joseph Hellmesberger. Lithographie von August Prinzhofer, 1845

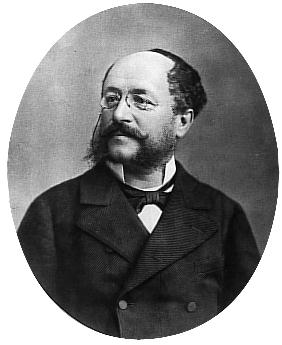
Joseph Hellmesberger sen. (1828–1893)

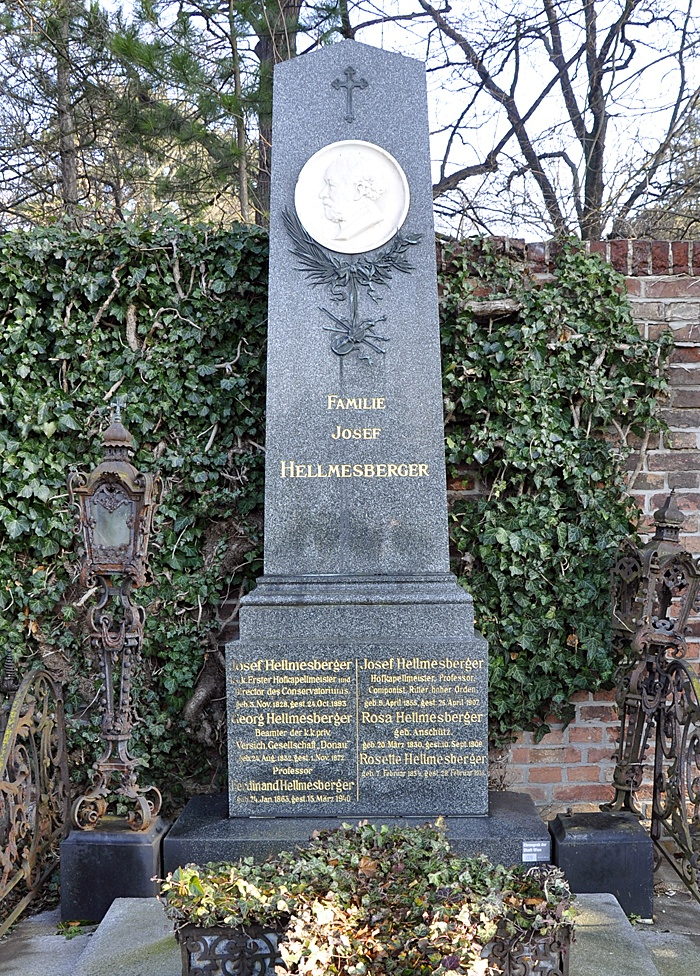
Hellmesberger-Grab auf dem Hietzinger Friedhof

Joseph Hellmesberger sen. (* 3. November 1828 in Wien; † 24. Oktober 1893 ebenda) war ein österreichischer Violinist, Dirigent und Komponist der Romantik.

## Leben
Als zweiter Sohn von Georg Hellmesberger senior geboren, der selbst ein ausgezeichneter Violinist und Lehrer war, erhielt Joseph von diesem eine gediegene musikalische Ausbildung.
Mit 17 Jahren absolvierte er erste Gastauftritte als Solist beim Hofopernorchester und unternahm mit seinem Vater und seinem jüngeren Bruder Georg Hellmesberger junior „Kunstreisen“ nach Deutschland und London. 1849 gründete er als 21-Jähriger ein Streichquartett, dem er bis 1887 als Primarius angehörte und damit eine prägende Rolle in der Wiener Kammermusik-Tradition in der Nachfolge des Schuppanzigh-Quartetts ausübte. (Zu Details seiner im Folgenden nur kurz erwähnten Quartett-Aktivitäten siehe den Artikel Hellmesberger-Quartett.)
Nur ein Jahr nach der Quartettgründung wurde Joseph Hellmesberger sen. (1850) bereits zum künstlerischen Direktor der Gesellschaft der Musikfreunde ernannt und gleichzeitig damit zum Leiter des angeschlossenen Konservatoriums, der ersten Kunstlehranstalt Österreichs.
An ihn war die Hoffnung geknüpft, dem Institut und seinen Aktivitäten nach den – die Existenz ernstlich bedrohenden – Wirrnissen in der Folge der Revolution von 1848 zu sicherem Fortbestand und neuem Aufschwung zu verhelfen.
Mit jugendlichem Ehrgeiz und hohen künstlerischen Ansprüchen suchte Hellmesberger zunächst den viermal jährlich stattfindenden Gesellschaftskonzerten, die davor zuweilen sein Vater geleitet hatte, neuen Geist einzuhauchen. Er ersetzte vereinseigene „Dilettanten-Musiker“ im Orchester, das im Kern aus Mitgliedern des Hofopernorchesters bestand, durch Professionisten. Und er entwarf mit Engagement und Beharrlichkeit zeitgemäße Programme, in denen endlich auch zeitgenössische Komponisten Berücksichtigung fanden.
Doch mangelnde Erfahrung, finanzielle Schranken sowie Überlastung trübten seinen Erfolg. Denn nach der Wiedereröffnung des Konservatoriums (1851) hatte er auch eine – durch den Abgang von Joseph Böhm und Leopold Jansa freigewordene – Professur für Violine angenommen. Dies übrigens parallel zu seinem Vater, der hier schon seit rund dreißig Jahren lehrte, seit fast zwanzig als ordentlicher Professor.
Eine weitere Ehrung fand Joseph Hellmesberger sen. 1855 mit seiner Berufung als Mitglied der Jury für Musikinstrumente bei der Pariser Weltausstellung.
Als zu seiner Entlastung bei der Gesellschaft der Musikfreunde 1859 die Agenden geteilt wurden, verblieb ihm die Leitung des Konservatoriums (die er bis kurz vor seinem Tod behielt), während Johann von Herbeck jene der Gesellschafts-Konzerte übernahm.
Doch neben der Rolle als Primarius im Quartett und der Leitungs- und Lehrstelle am Konservatorium übernahm er auch Funktionen als Orchestermusiker und -dirigent. 1860 wurde Joseph Hellmesberger sen. zum Konzertmeister des Hofopernorchesters berufen und 1863 zum ersten Violinisten der kaiserlichen Hofkapelle. 1870 übernahm er vorübergehend die Leitung des Singvereins der Gesellschaft der Musikfreunde, avancierte 1876 zum Vizehofkapellmeister und schließlich 1877 (nach dem Tod Herbecks) zum Hofkapellmeister. Um der neuerlichen Überlastung durch Ämteranhäufung entgegenzuwirken, gab er nun seine Violinprofessur zurück.
Mitte der 1880er Jahre fand sich Hellmesberger sen. schließlich auch noch im Herausgebergremium einer Gesamtausgabe der Werke Schuberts und war dabei für die Streichquartette zuständig.
Seine Karriere als Instrumentalmusiker fand 1887/1888 ein Ende, als ihn ein chronisches Leiden an der Hand zwang, sein Violinspiel langsam aufzugeben. Die Funktionen als Direktor des Konservatoriums und Dirigent der Hofkapelle behielt er allerdings bis kurz vor seinem Tod. Dieser ereilte ihn 1893 im Alter von 63 Jahren infolge einer Lungenentzündung.
Sein ehrenhalber gewidmetes Grab befindet sich auf dem Hietzinger Friedhof (Gruppe 15, Nummer 4 D). Im Jahr 1894 wurde in Wien-Penzing (14. Bezirk) die Hellmesbergergasse nach ihm benannt.

## Familie
Hellmesbergers Tochter Maria (1867–1940) war Schauspielerin. Durch ihre Heirat mit dem Theaterschauspieler Fritz Herz wurde er dessen Schwiegervater.

## Bedeutung
Versucht man die Bedeutung Joseph Hellmesberger sen. in seinen verschiedenen musikalischen Tätigkeitsbereichen (Solist, Primarius, Direktor der Gesellschaftskonzerte, Leiter des Konservatoriums, Geigenlehrer, Konzertmeister, Dirigent, Komponist) zu beurteilen, so ist es wohl schwer, ihm gerecht zu werden.

### Solist/Primarius
Er war ein vorzüglicher Geiger, dessen individuelle Qualitäten von der zeitgenössischen Kritik sowohl als Solist im Orchester, mehr noch aber als Primarius seines Quartetts immer wieder herausgestrichen wurden.
„Sein großer Ton, und sein ebenso energischer als feiner Vortrag machen sich im Quartettspiel auf das Vorteilshafteste geltend, und wenn das virtuose Element auch hie und da einmal auftaucht, so geschieht es doch in so geschmackvoller und diskreter Weise, dass jede Einwendung entfällt.“ Seinem „feinen, empfindungsvollen, mitunter kokett geputzten, stets aber eleganten und reizvollen Spiel“, wie der bedeutende Musikkritiker Eduard Hanslick es charakterisierte, kam darin prägende Bedeutung zu.
Im öfter herausgeforderten Vergleich mit dem nur wenige Jahre jüngeren, brillanten Joseph Joachim, mit dem er während der kurzen Lehrzeit bei seinem Vater schon gemeinsam in einem „Wunderkinder-Quartett“ musiziert hatte, blieb Hellmesberger im Gesamturteil meist etwas zurück. Doch im Detail wusste selbst Hanslick dessen Vorzüge immer wieder herauszustreichen. So etwa im Frühjahr 1861 anlässlich einer Besprechung von Joachims ersten Konzerten seit seinem Weggang aus Wien:

„Diese schlichte, schmucklose Größe scheint uns der hervorragendste Zug in Joachims Spiel. Daß er sich damit mancher feineren, unmittelbar rührenderen Wirkung begiebt, verhehlen wir uns nicht. (…) Mehr als eine Stelle von Beethoven hätte Hellmesbergers feines, reizbares Naturell uns unmittelbarer ins Herz gespielt als Joachims unbeugsamer, römischer Ernst. Die Vortragsweise der beiden verhält sich beinahe wie Weibliches und Männliches, oder um ein musikalisches Bild zu brauchen, wie chromatisches und diatonisches Klanggeschlecht.“

Vermutlich kommt Hellmesberger also als „Quartettkönig von Gottes Gnaden“, wie ihn Max Kalbeck öfter bezeichnete, die bedeutsamste seiner vielfältigen musikalischen Rollen zu. Neben den Qualitäten in Technik, Ensemblespiel und Interpretation erwarb er sich vor allem auch in der Erschließung und Etablierung neuer Werke für das Repertoire bleibende Verdienste um die Entwicklung der Kammermusik-Kultur in Wien.

### Konservatoriumsleiter
Als Direktor des Konservatoriums sah sich Joseph Hellmesberger sen. über lange Zeit mit einer Diskussion um die Kernaufgabe des Instituts (breite Elementar- oder beschränkte Spitzenausbildung) konfrontiert. Ohne eine deutliche Änderung der Schwerpunktsetzung wurde stattdessen das Ausbildungsangebot ausgeweitet und Maßnahmen zur Qualitätsverbesserung (z. B. durch Verlängerung der Studiendauer, Einführung eines Numerus clausus für bestimmte Fächer etc.) wurden ergriffen. In den mehr als 40 Jahren unter seiner Führung erlebte das Institut einen beträchtlichen Aufschwung; die Schülerzahl stieg (nicht zuletzt durch Ausweitung des Ausbildungsangebots) auf etwa das Zehnfache (von ca. 100 auf rund 1000).

### Violinlehrer
In der Funktion des Pädagogen führte Hellmesberger die von Joseph Böhm als erstem Violinlehrer am Konservatorium begründete Tradition der neueren Wiener Geigenschule fort. Dabei handelt es sich mehr um eine Kontinuität an prägenden Lehrerpersönlichkeiten als um eine Tradition technischer oder interpretatorischer Charakteristika. Zu seinen Schülern zählten Leopold Auer, Josef Bayer, Adolf Brodsky, Hermann Graedener, August Lanner, Leopold Leopoldi, Josef Maxintsak, Karl Mühlberger, Arthur Nikisch, Eduard Rappoldi, Franz Strebinger u. a. Auch die Brüder Johann und Josef Schrammel gingen aus seiner Klasse hervor.

### Konzertmeister
Als langjähriger Primarius in seinem Quartett fand Hellmesberger rasch in die Rolle als Konzertmeister der Wiener Hofoper und bewährte sich darin offenbar sehr. Davon zeugt ein Bericht, wonach er in einem von Richard Wagner dirigierten Orchesterkonzert, das diesem zu „entgleiten“ drohte, aufgestanden sei und „mit Energie den Musikern Takt und Tempo weisend, die Ordnung wieder hergestellt“ habe.

### Orchesterleiter
Noch in jungen Jahren (1851–1859) hatte sich Hellmesberger Verdienste um die Professionalisierung der Gesellschaftskonzerte erworben, indem er auf Berufsmusiker setzte und die Programme mit einem neuen künstlerischen Geist (ästhetische Einheit, Werke lebender Komponisten) erfüllte.
Als Dirigent der Konzerte entwickelte er in dieser Phase kein ausgeprägtes Profil, und im Vergleich seiner Direktionsperiode zu jener Herbecks fand Hanslick: „Sie verhalten sich künstlerisch zueinander beinahe wie Verheißung und Erfüllung.“
Bei der Wahl zum Leiter der Philharmonischen Konzerte nach Carl Eckerts Abgang im Jahr 1860 hatte Hellmesberger als aussichtsreicher Kandidat gegolten. Vorangegangene Unstimmigkeiten zwischen den Musikfreunden und dem Hofopernorchester waren aber wohl verantwortlich dafür, dass der Norddeutsche Otto Dessoff dem (enttäuschten) Lokalmatador vorgezogen wurde. Nur widerstrebend nahm dieser daher die im selben Jahr erfolgte Berufung zum Konzertmeister des Hofopernorchesters an.
Als Leiter der Hofkapelle ab 1877 stand Hellmesberger dann nicht ganz so bedeutsam im künstlerischen Rampenlicht.

### Komponist
Das Multitalent Hellmesberger hatte nie den Ehrgeiz, als Komponist zu glänzen, ein Großteil seiner Werke galt ohnehin dem Unterricht. Einzelne Transkriptionen und Arrangements wie auch Streichmusikwerke fanden dennoch Anklang. Offenbar hat er auch immer wieder aufzuführende Werke teilweise verändert, was seinerzeit eine nicht ungewöhnliche Praxis war: „Hellmesbergers Bemühungen um das Werk Schuberts würden heute nicht mehr unsere Zustimmung erfahren: er bot Schuberts Kompositionen mit einschneidenden Kürzungen und mit Passagen, die aus anderen Quartetten interpoliert waren.“

### Humorist
Neben seinen musikalischen sind auch persönliche Qualitäten in die Geschichte eingegangen, war er doch mit legendärem Humor und Sprachwitz beschlagen. Immerhin zwei Publikationen sind seinen besten Witzen sowie Anekdoten von und mit ihm gewidmet, die letzte (1947) noch lange nach seinem Tod.
Als Beleg für diese Charaktereigenschaft mag auch noch einer seiner letzten Wünsche gelten, wonach bei seinem Begräbnis weder Musik gemacht noch gesungen werden sollte. Dies mit der Begründung: „Ich habe im Leben so viel musiziert und Musik hören müssen, daß ich ein Recht darauf habe, ein unmusikalisches Begräbnis zu bekommen.“
Joseph Hellmesberger sen. stellte mehr als 40 Jahre seine künstlerische und pädagogische Kraft in den Dienst des Wiener Musiklebens und prägte dieses – nicht zuletzt durch die Anhäufung verschiedener Funktionen – auch entscheidend mit. Als zweites Glied in der „Hellmesberger-Dynastie“ erreichte er deren Zenit, doch waren auch seine Söhne Joseph jun. und Ferdinand in breiten musikalischen Betätigungsfeldern aktiv und erfolgreich.